# Showbusiness!
Showbusiness! è un album dal vivo del gruppo musicale britannico Chumbawamba, pubblicato nel 1994.

## Tracce
1. Never Do
2. Never Gave Up
3. Anarchist
4. Heaven/Hell
5. Grateful
6. Homophobia
7. Morality
8. Dog
9. Stitch
10. Mouthful
11. Nazi
12. Timebomb (Jimmy Echo Vocal)
13. Slag Aid

## Formazione
- Harry Hamer - batteria
- Danbert Nobacon - voce
- Dunstan Bruce - percussioni
- Lou Watts - voce, tastiera
- Alice Nutter - voce
- Mavis Dillon - tromba, voce
- Paul Greco - basso
- Boff Whalley - chitarra, voce